# Karl Hürthle
Karl Hürthle (ur. 16 marca 1860 w Ludwigsburgu, zm. 23 marca 1945 w Tybindze) – niemiecki fizjolog i histolog.
W 1884 otrzymał tytuł doktora medycyny na Uniwersytecie w Tybindze. W Tybindze pozostał do 1886 roku, pracując jako prosektor w tamtejszym Instytucie Anatomicznym. Był studentem, a potem asystentem Karla von Vierordta i Paula Grütznera. W 1887 roku został asystentem Rudolfa Heidenhaina w Instytucie Fizjologicznym Uniwersytetu we Wrocławiu, w 1895 został profesorem nadzwyczajnym. W 1898 zastąpił Heidenhaina na katedrze fizjologii we Wrocławiu. Potem pracował w Instytucie Fizjologicznym w Tynbindze, i w Wydziale Patologii Doświadczalnej i Terapii Instytutu Kerckhoffa w Bad Nauheim (dzisiejszy Max Planck Institute for Heart and Lung Research).
Hürthle zajmował się hemodynamiką i badał m.in. ciśnienie, lepkość krwi, krążenie mózgowe, perfuzję narządową, wazodylatację. Zajmował się fizjologią mięśni poprzecznie prążkowanych i morfologią gruczołu tarczowego. Opisał komórki tarczycy znane dziś jako komórki Hürthle’a.

## Prace
- Beiträge zur Kenntnis des Fibroma molluscum und der congenitalen Elephantiasis. Dissertation. Gustav Fischer, Jena 1886
- Zur Technik der Untersuchung des Blutdruckes. Pflügers Arch 43 (1888) 399
- Untersuchungen über die Innervation der Hirngefäße. Habilitation. Carl Georgi, Bonn 1889
- Ueber eine Methode zur Registrierung des arteriellen Blutdrucks beim Menschen. Dtsch Med Wochenschr 22 (1896) 574
- Beschreibung einer registrierenden Stromuhr. Pflügers Archiv für die gesamte Physiologie 97 (1903)
- Über die Struktur der querstreiftem Muskelfasern von Hydrophylus. Martin Hager, Bonn 1909
- Über tonische und pulsatorische Bewegungen der Arterienwand. Pflügers Archiv für die gesamte Physiologie 242 (1939) 1
- Histologische Struktur und optische Eigenschaften der Muskeln. In: Handb. d. normalen u. pathologischen Physiologie, Bd. 8, Berlin 1925
- Blutkreislauf im Gehirn. In: Handb. d. normalen u. pathologischen Physiologie, Bd. 10. Berlin 1927
- Die mittlere Blutversorgung der einzelnen Organe. In: Handb. d. normalen u. pathologischen Physiologie, Bd. 7, Berlin 1927
- Gestaltung und Wirkung des Arterienpulses. Archiv für Kreislaufforschung 14 (1944) 96–154